# Латненское месторождение
Латненское месторождение — месторождение глин в Воронежской области (в 25 км к юго-западу от Воронежа), в окружении ряда посёлков Семилукского района: Девица, Латная, Стрелица и Бахчеево. Разрабатывается предприятием ОАО «Воронежское рудоуправление» открытым способом, объём среднегодовой добычи составляет 1,2 млн тонн, общие запасы глин — 50,8 млн тонн, залегают на глубине 5-57 метров, огнеупорность — не ниже 1730 °C. Главный минерал — каолинит; второстепенные — гидрослюды и монтмориллонит.

## История развития
Район месторождения изучался начиная с середины XIX века Г. П. Гельмерсеном (1847), Р. Пахтом (1843), Н. И. Борисяком, Н. П. Барботом-де Марни. При этом обследовались выходы девонских отложений и почти не изучались отложения мезозоя. В конце XIX века район месторождения изучали П. М. Венюков, Ф. Н. Чернышов, Н. А. Кудрявцев и А. А. Штукенберг. Несмотря на то, что большое количество геологов исследовали район месторождения, никто из них не отметил наличия огнеупорных и керамических глин в составе мезозойских отложений.
По данным Воронежского губернского статистического комитета, белые керамические глины в бассейне р. Девица добывались местными жителями в довольно больших количествах в 1880-х и 1890-х годах. Так, в 1891 году из района месторождения было вывезено 57 тысяч пудов, а в 1898 году со станции Латная уже было отправлено 1600 тысяч пудов глины. Из этого следует, что добыча глины велась энергично и она применялась в гончарном производстве и для изготовления горшков.
Промышленная эксплуатация глин для производства огнеупоров началась в 1900 году с организации товарищества ГОРН. В 1901 году горный инженер С. К. Квитка обследовал многочисленные проявления глин по рекам Дон, Девица, Ведуга, составил трехверстовую геологическую карту и оценил запасы глин в 115 млрд пудов, исходя из их сплошного распространения. Он впервые установил приуроченность глин к определенному стратиграфическому горизонту и то, что от девона они отделяются толщей кварцевых песков.
Детально геологией Латненского месторождения огнеупорных глин начали заниматься с 1930 года различные организации, в том числе Геолтрест КМА, Ленинградский НИИ неметаллических полезных ископаемых, Воронежский Геолтрест, Геологоразведочное бюро Воронежского рудоуправления «Главнеруды», Липецкая геолого-разведочная партия Геологического управления Министерства чёрных металлов, Латненская геолого-разведочная партия Воронежского Геолтреста, Мосгеолнерудтрест, Воронежская экспедиция, Воронежский университет.
Вопросы, связанные с литологией и фациями нижнемеловых песчано-глинистых отложений, освещены Н. П. Хожаиновым (1979), минералогией и генезисом аптских глин — А. Д. Савко (1977, 1990).

## Рудники месторождения
- Белый Колодец (рудник)
- Величкин Лог (рудник)
- Гремячий Лог (рудник)
- Ендов Лог (рудник)
- Орлов Лог (рудник)
- Отхожий Лог (рудник)
- Средний (рудник)
- Стрелица Ближняя (рудник)
- Стрелица Дальняя (рудник)